# Agápio de Cesareia
Agápio (em latim: Agapius) foi um clérigo romano do século III, Em cerca de 302/303, foi nomeado bispo de Cesareia em sucessão de Teotecno (antes de 262–302/303) e manteve-se na posição até cerca 313, quando foi sucedido por Eusébio. Segundo Eusébio em sua História Eclesiástica, trabalhou com diligência, mostrando genuína providência em sua supervisão do povo, particularmente cuidando dos pobres com mão liberal.